# テイルズ オブ ベルセリア
『テイルズ オブ ベルセリア』（Tales of Berseria、略称：TOB / ベルセリア）は、2016年より発売されたバンダイナムコスタジオゲーム開発による日本のロールプレイングゲームである。『テイルズ オブ』シリーズの1つ。
バンダイナムコエンターテインメントから2016年8月18日に発売。北米では2017年1月24日、欧米では同年1月27日にPlayStation 4版が発売され、2017年1月27日にはMicrosoft Windows (Steam) 向けに発売されている。ジャンル名は「君が君らしく生きるためのRPG」。
海を越えて領地を統治するミッドガンド聖導王国が舞台でマザーシップタイトル初の単独女性主人公であるベルベットの感情と理をテーマとする物語が描かれる。
『テイルズ オブ ゼスティリア』とは繋がりがあるが、物語は独立している。

## システム

### 戦闘システム
名称は「リベレーション・リニアモーションバトルシステム（L-LMBS）」
フリーランによるキャラクター操作をベースに、従来のスタイルから4つのボタンすべてに術技をセットするスタイルへと変更。そのため従来の通常攻撃に当たるものがない。また戦闘中のカメラを自由に動かせる。

ソウル
気力・霊力をアイコン化したもの。所有している数だけ術技を連携することが出来る。敵から奪い取ることも可能。自分が持っているソウルが多いほど、攻撃された際の被害が大きくなる傾向にある。
いずれもゲーム開始時点でのソウルの上限は5、初期ソウルは3で固定。スキルや称号で上限と初期ソウルを増やせる。最大SGは8。
BG（ブラストゲージ）
秘奥義と交代の際に必要になるゲージ。主にブレイクソウルを使用することで溜まっていく。溜まったBGを消費してスイッチブラストや秘奥義を発動することが出来る。
戦闘不能になると、戦闘ランクに従ってブラスト値が一定の割合減少（ノーマルなら50%減り、カオスなら0になる）。また宿屋に泊まったり、料理を食べるとBGが増える。使えるようになった時点での最大BGは3で、クラス2の秘奥義の習得、スキルや称号などで上限は増やせる。最大BGは9。
ブレイクソウル
ソウルを消費して発動できる。キャラクターごとに習得するブレイクソウルは異なり、レベルアップやその他の条件で使えるブレイクソウルが増えていく。
ベルベット「コンジュームクロウ」
喰魔状態となり、変化した左手で攻撃を繰り出す。一定の条件を満たせば秘術という強力な技が使えるが、代償として発動中はHPが減っていく。
ライフィセット「ディバイドペイン」
約5秒間、敵からのダメージを半減するフィールドを展開する。攻撃判定とガードブレイク効果もあり、効果解除時に味方のHPを回復する。
ロクロウ「因果応報」
敵の攻撃を受け止めて、強力なカウンター技で反撃する。カウンターに成功しなくてもHPが回復し、BGも上昇する。
マギルゥ「スペルアブソーバー」
敵が術を詠唱している時に発動すると敵全体の詠唱をキャンセルさせて霊力を吸収する。その霊力を一定以上吸収すると、ランダムで術が発動する。
アイゼン「ドラゴニックドライブ」
敵がスタン、あるいはダウン状態で発動可能。巨大な炎で敵を攻撃する。他キャラクターより条件が厳しい分、威力は絶大。ターゲットではない敵に対しても、発動する。
エレノア「エアリアルストラッシュ」
敵を空中に打ち上げて、さらに追撃できる技。ガード崩しやコンボに有効。
スイッチブラスト
BGを1つ消費して、控えにいるキャラクターと交代できるシステム。BGが溜まっていれば、戦闘不能になったキャラクターとも交代できる。入れ替わると同時にキャラクターごとに攻撃を繰り出しながら戦闘に参加する。また交代後は、ソウルが1つ増加した状態で戦闘に参加する。
ベルベット「グリーバススラッシュ」
敵を斬り飛ばす二連撃。
ライフィセット「シアーツイスター」
紙葉を纏い敵を吹き飛ばす。
ロクロウ「神出鬼没」
煙の撹乱と、短剣の追撃。
マギルゥ「マギルゥインヘブン」
地面から登場して敵を突き飛ばす。
アイゼン「サヴァイブロード」
リーチの長い突進で突き飛ばす。
エレノア「ブレイムロール」
回転斬りで敵を蹴り飛ばす。
属性と種族
属性は「無属性」「火属性」「水属性」「地属性」「風属性」の5種類からなり、ほとんどの敵が弱点と耐性を持ち、すべての術技がひとつ以上の属性を備えている。
種族は「獣」「甲殻」「不定形」「無足」「有翼」「獣人」「装甲」「不死者」「妖魔」「竜」「人」「不明」の12種類からなり、種族も属性と同じく、いずれの敵もひとつ以上の種族を持つ。ほとんどの術技が特定の種族に対する特性（種族特性）を備えている。
敵の属性と種族と、術技が備える属性と種族特性の組み合わせによって、与えるダメージや攻撃の結果が変化する。

## ストーリー
ウェイストランドと呼ばれる世界。ミッドガンド聖導王国の辺境の村にベルベット・クラウという少女が住んでいた。彼女は明るく飾り気のない性格で義兄・アルトリウスと弟・ライフィセットと平和に暮らしていた。
しかし、赤い月が上ったある夜、この村に異変が起きた。この事件がきっかけでベルベットは弟を失い、左腕は業魔を喰う魔の手と化し、監獄島タイタニアに囚われる。
それから3年、監獄島で業魔を喰らっていたベルベットは、アルトリウスを裏切った聖隷シアリーズの協力を得て剣士ロクロウ・胡散臭い奇術師マギルゥと共に脱獄する。
弟の復讐のため、赤い月の夜以降王国の実権を握っている対魔士の組織・聖寮と戦い、彼らの頂点に立つアルトリウスを殺すことを決める。

## 世界観
ウェイストランド
ベルベットたちの住む世界の名前。中央に大陸が広がっており、この大陸を海を超えて統治しているのがミッドガンド聖導王国。
中央大陸は遥か未来で「グリンウッド」と呼ばれることになる。
10年前までは一世紀に及ぶ平和と繁栄を謳歌していたが、現在は業魔と業魔病に苦しんでいる。
ウェイストランドは「荒野」を意味する。
ミッドガンド聖導王国
物語の舞台となる、いくつかの大地と無数の島からなる王国。国土は「領」と呼ばれる管轄区ごとにまとめられ、領ごとの気候の差は文化体系にも表れているが、近年は寒冷化が進んでいる。
造船と航海技術が発展しており、交易が盛ん。海洋部は気候と気流の変動が激しいため、交易船は決められた航路を使っている。しかしそれを利用して交易船を狙う海賊もいる。
300年前にクローディン・アスガード王が戦乱を制して大陸の統一を果たしたが、後にミッドガンド家・ハイランド家・ローグリン家・ドラゴニア家などの複数の分家によって分裂。100年前にアスガード王家の末裔にあたるミッドガンド家によって再統一された。
元は「ミッドガンド王国」という名称だったが、「降臨の日」の後、アルトリウスに軍事と政治を掌握する非常時独裁権が与えられた際にミッドガンド聖導王国と改称した。
ローグレス
ミッドガンド聖導王国の首都。聖寮の本部、聖主教の大聖堂がある。
配備された1000人以上の対魔士と二個師団の守備兵士によって治安が維持されている。
レニード
ウエストガンド領の開拓拠点、および外洋航海の寄港地として作られた村。元々は村と港が隣接していたが、大型船が接岸できるよう沖の島に外港を建設したため、現在は村と港が橋で繋がれている。
ヘラヴィーサ
ノースガンド領の中心都市。貿易の拠点として栄えており、テレサが統治していた。
ビアズレイ
ヘラヴィーサ近郊の寒村。ダイルの故郷。
イズルト
サウスガンド領の中心地。常夏の気候を反映した独特な文化が栄えている。
ハリア
水の聖主アメノチ信仰が盛んな村。モアナの故郷。業魔病が蔓延し、壊滅状態になったものの、文化を守ろうとする人たちの移住により、復興しつつある。
アバル
イーストガンド領東の辺境にある小さな村。ベルベットの故郷。
タリエシン
海に面した崖を利用して作られたイーストガンド領の街。ネコが大量にいるためネコエシンと改名されそうになったことがある。
タイタニア
極悪な囚人と業魔が収容される監獄島。陸から離れた孤島にある。
ノルミン島
太古から異海をさまよい続けていると伝わる島。別名恐怖の島。その実体はお菓子でできた島で、ノルミンたちがはんなりと暮らしている。ここにたどり着いた者は、島の雰囲気にあてられて戻る気がなくなってしまい、それが「恐怖の島」と呼ばれる由来らしい。

## 用語
聖隷
自然の力を利用した「聖隷術」を扱う種族。地水火風のいずれかの属性を持っている。その多くは対魔士に使役されており、対魔士は聖隷の力を利用することで業魔に対抗している。聖隷は人間以外の姿をした者も存在しているが、「自我を持たない」という共通の認識で、対魔士に扱われている。多くの聖隷はカノヌシ復活の際に意思を封じられている。
本来は太古から人間と共にこの世界に生きている種族。現代の世界に生きるほとんどの聖隷は清浄な霊力から生まれた者。その他にも天界から地上に降りてきた者、人間などが死後に転生した者など出自は様々。聖隷の中でも特に強い力を持つ者を「聖主」と呼び、その他の者を「聖主の隷属物」もしくは「聖主に隷（したが）う者」という意味から「聖隷」と呼ぶ。しかし広義に当てはめると聖主も聖隷も種族上の違いはない。元は天界に住まう「天族」という種族だが、自らの意思で数万年前に天界から降りてきた。現代では天界出身の者は非常に希有な存在で、聖主など超長寿な者がこれにあたる。
数千年以上の長い寿命を持つが、霊的な攻撃など外的要因で死亡することはある。食事や睡眠は必要ないが、習慣や趣味として行う者が多い。容姿は自身の精神的特徴によって決まり、身体も成長するが、自身の力がピークになった時点で成長が止まる。人の姿をした聖隷の場合、髪の毛先にグラデーションとして自身の属性を示す色が入る。また使用する武器は、自身が優れている属性を用いるのが使いやすいとされている（風属性の聖隷であるザビーダは地属性のペンデュラム、など）。
エゴや矛盾といった、人間の発する負の感情から生まれる「穢れ」は聖隷にとって毒で、穢れに冒されるとドラゴンになる。清浄な物や人間を器とすることで、これをある程度防げるが、器が穢れると意味がなくなる。現代では聖隷の意思が封じられているため、器の契約は人間側が主導権を持っているが、本来は聖隷側が「器を選ぶ」という関係性で主導権を持つ。
前作『ゼスティリア』における「天族」のかつての呼び名。『ゼスティリア』の時代では元の呼び名に戻った形になる。
四聖主
火のムスヒ（声 - 中井和哉）、水のアメノチ（声 - 堀江由衣）、風のハヤヒノ（声 - 前野智昭）、地のウマシア（声 - 飛田展男）を指す。自然を調和させ、世界の秩序を維持する存在。純粋な人間の祈りを加護の力の源とするが、平和に慣れた人々が祈りを忘れたことで地脈の奥底で眠りについてしまっている。
『ゼスティリア』では聖主は「主神」という呼び名になり、四聖主は新たに聖主となったマオテラスを含めて「五大神」と呼ばれる。
業魔
人や動物が世界三大奇病の一つと言われている業魔病を発症し、魔物に変貌した姿。業魔になった者の多くは、理性を失い、人を襲うようになるが、ベルベットやロクロウなど理性を保ったままでいられる業魔もいる。
業魔病はダイルのように全身が変わる者もいれば、ベルベットの左腕やロクロウの顔右半分のように、一見人と変わらない者もおり、その発症の仕方は個人によって様々である。
実は「業魔病」という病気は存在せず、10年前にカノヌシが半分復活したことで人間全体の霊応力が増幅したことで今まで見えなかった業魔が見えるようになり、民衆の混乱を防ぐため聖寮が広めた嘘というのが業魔病の実情。理性では抑えきれない負の感情である穢れが溢れれば誰でも業魔になる可能性を秘めている。霊応力のない人間には突然凶暴化したように見えていた。
前作『ゼスティリア』における「憑魔」のかつての呼び名である。
喰魔
カノヌシが完全復活をするために必要となる、「八つの質（しつ）」を持つ穢れをカノヌシへ送るための存在。7体の喰魔から8種の感情を取り込むことで、復活の力とする。カノヌシの力を抑えるためにベルベットは彼らを捕獲して回ることになる。
最大7体で、それ以上増えることはなく、現在の喰魔が死ぬと新たな候補が選定される仕組みだが、それぞれの穢れの「質」に純粋に反応することが重要であるため、候補者を得るのは容易ではなく、聖寮も3年かけて7体の喰魔を揃えた。
ベルベット
穢れの質は「憎悪」。性質はアルトリウスへの憎しみ。当初は憎悪の穢れを利用しようとベルベットの絶望も育てていたが、聖隷ライフィセットの決死の説得により、ベルベットは絶望を克服した。結界は監獄島タイタニア。
モアナ
穢れの質は「貪婪（どんらん）」。性質は母親の命と生存欲と自身の我が儘。質のために聖寮に飢えを強制されていた。喰魔としての姿は樹木と人の融合体。結界は聖殿パラミデス。
メディサ
穢れの質は「傲慢」。性質は理想論への陶酔と懺悔、身勝手な行動。喰魔としての姿は蛇と人の融合体。結界はフォルディス遺跡。
オルトロス
穢れの質は「執着」。性質は亡き主ニコへの愛情と執着、そしてベルベットへの殺意。結界は鎮めの祠。
ディース、テレサ
穢れの質は「愛欲」。テレサの性質は異母弟オスカーへの過剰な愛情。結界はベイルド沼野。
グリフォン
穢れの質は「逃避」。性質は囚われの世界からの逃避。飼い主であるパーシバル王子の心を反映している。結界はローグレス離宮。
グロッサアギト
穢れの質は「利己」。性質は人の富と自尊心の権化。この虫の場合はサレトーマの蜜の独占である。結界はワァーグ樹林。
アルトリウス
穢れの質は「絶望」。性質は人間への絶望。ベルベットが絶望を克服したことで、彼女から絶望を得るのは不可能と判断し、カノヌシを復活させるために自身が心の奥底に抱え込んでいた絶望を喰わせて完全復活させた。彼が抱え込んでいた穢れの量は、一歩間違えれば瞬時に業魔化してしまうほどのもの。
緋の夜
特殊な周期で訪れる赤色月蝕によって緋色に染まった月が昇る不吉な夜のこと。
10年前の緋の夜は、業魔病が突如世界各地で蔓延を始めたことで「地獄の門が開いた日」という意味で、「開門の日」と呼ばれるようになった。この「開門の日」にカノヌシが半分復活したことで霊応力が増幅され、普通の人間にも業魔が見えるようになる。
3年前の緋の夜はアルトリウスが多数の聖隷を従え、業魔の脅威から人々を守った日を指す言葉で、「救世主が降臨した」という意味を込めて「降臨の日」と呼ばれる。カノヌシが完全復活したことで人間の霊応力がさらに増幅され、聖隷が普通の人間にも見えるようになった。
聖寮
正式名称「ミッドガンド国教会・対魔聖寮」。業魔と戦う力を持つ対魔士が所属している組織。聖隷の力を利用して、人々を守るために戦い続けている。聖寮の長である筆頭対魔士アルトリウスのもとに、特等・一等・二等という3つの階級の対魔士が存在している。二等は約3000人いるが、一等は約100人しかおらず、特等対魔士に至っては現在アルトリウスを除くと2人のみ。等級でナンバーが振り分けられ、筆頭・特等はS、一等はA、二等はBの後に、ダッシュで番号が振られる。さらに番号が一桁の者はゼロナンバー、十桁の者はテンナンバーと呼ばれる。霊応力だけでなく、戦闘能力や統率力などから総合的に判断される。霊応力は訓練で上がることはなく、二等は一生二等のままである。巡査官と呼ばれる職務もあり、彼らは様々な街や港に派遣され、業魔の脅威から民衆を守り、国の秩序を維持している。対魔士と聖寮は、民衆にとって英雄的存在で、聖寮の思想は徐々に民衆の間にも広まってきている。聖寮は王国が設立した組織だが、その影響力は国にとって決して無視できないものになっている。
アイフリード海賊団
『テイルズ オブ』シリーズおなじみの海賊団。大海賊バン・アイフリードが率いる悪名高い海賊一味。世界有数の性能を持つ帆船・バンエルティア号を所有している。元はミッドガンド王国船籍の船で、12年前に作られた。しかし処女航海で原因不明の大事故（アイゼンが器にしていたため）によって、当時の船長・船長代理・船長代理代行が死亡。廃船間際をアイフリードが強奪し、アイフリード海賊団の船となった。「バンエルティア」は異大陸の言葉で「富」の意味。偽名として人畜無害な交易船の「バンバルバリ号」を名乗る。
監獄島タイタニアをアジトとするが、聖寮に占拠されたことで、メイルシオへ移動する。

## 登場人物

### 主要人物
ベルベット・クラウ (Velvet Crowe)
声 - 佐藤利奈
女性 / 19歳 / 身長170cm / 武器：刺突刃 / 固有：ベルト / 戦闘タイプ：刺突剣士 / 種族：喰魔
本作の主人公。辺境の村アバルで弟ライフィセットと義兄アルトリウスと一緒に暮らしていた。飾り気の無い明るく家族想いの平凡な少女。3年前の「降臨の日」にアルトリウスによって弟を殺されてからは冷たく獣じみた性格へと変貌。アルトリウスに切り落とされた左腕は業魔を喰らう業魔手と化したため、普段は包帯を巻いている。
アルトリウスは亡き姉セリカの夫で、3年前までは「アーサー義兄さん」と呼んで慕っていた。身につけている剣技もアルトリウスから教わったもの（しかし勝手に体が動いて蹴りが出てしまいほとんど我流）。
3年前は黒髪を三つ編みにしていたが、監獄島タイタニアの特別監房での囚人の業魔を食らう日々を過ごす内に、無造作な髪型になった（実は丁寧に梳かれてまとめられている）。監獄島で着用していた囚人服は村娘時代の私服が破れてしまったもので、脱獄以降着用している服は、あり合わせのコートと布を動きやすいようにコーディネートしたもの。
アルトリウスへの復讐のためなら非情な手段に出ることも厭わなくなり、災厄を振りまくという意味を込めて、人々から「災禍の顕主」の名で呼ばれるようになる。次第にこの名を自称するようにもなるが、ライフィセットと接していくうちに本来の優しさも垣間見せるようになる。聖隷ライフィセットに亡くした弟を重ねて見ており、ぶっきらぼうに接してはいるもののその身を案じて何かと世話を焼いている。
幼少の頃から姉に仕込まれたため家事全般が得意。料理も上手だが、業魔となってからは普通の食べ物の味を感じることが出来なくなり、左手で喰らった血の味しか感じることができない（満腹感も感じない）ため、味見はライフィセットにしてもらっている。
「犬は裏切らないから」という理由で犬派と言っていたが、実は猫アレルギーを持っているため猫嫌い。ねこにんに対しても同じ感情を抱いている模様。サブイベントで行く事になる「ねこにんの里」でも、最初は「そんな場所に行く暇は無い」と誤魔化して行くのを拒否したが、仲間達に流されて行く羽目になり、猫アレルギーによるくしゃみとしゃっくりで散々な目に遭う。
正体は聖主カノヌシ復活のために穢れを食らい、地脈点からカノヌシに穢れを送る七体の喰魔（くうま）の内の一体。ベルベットがいた特別監房は地脈点の一つであり、本人も知らない内にカノヌシ復活の片棒を担がされていた。シアリーズの手引きで脱獄するが、その中でドラゴンの攻撃から自らを庇い致命傷を負ったシアリーズを喰らい、「己が身体に取り込んだ力を操作する」という他の喰魔にはない能力を得る。この能力により、喰らった対魔士たちの魂を地脈に捧げたことで、四聖主を同時覚醒させることに成功する。
ラフィの身体を依り所にして復活したカノヌシから「仇討ちなんて望んでいない」と今までの復讐心を全否定され、絶望から精神崩壊してしまいカノヌシに取り込まれそうになるが、ライフィセットの決死の叫びによって、シアリーズ（セリカ）が「アルトリウスを殺して欲しい」と願った想いを理解し、絶望を克服。そして家族である自分とラフィを切り捨て世界を選んだアルトリウスとカノヌシへの"自分自身"のための復讐を改めて決意する。その後は吹っ切れたらしく、アルトリウスへの復讐心はそのままに、本来の家庭的かつ気さくで心優しい面を見せるようになった。
最終決戦後、カノヌシの心であるライフィセットが生きていられるように、互いを無限に喰らい合うことでカノヌシを封印し、永遠の眠りについた。
戦闘では右手の籠手に仕込んだ刺突刃と、素早い蹴り技（ブーツに刃を仕込んでいる）を駆使して戦う前衛タイプ。全体的にバランスの良い能力を持ち、パーティーキャラクター中唯一全ての属性と全ての種族に対応可能。移動速度は全キャラクター中3番目の速さ。
『人気投票2017』では、7位にランクインするなど、歴代作品の女性キャラクターで最高順位。
ライフィセット (Laphicet)
声 - 浅倉杏美
男性 / 10歳 / 身長142cm / 武器：紙葉 / 固有：バッグ / 戦闘タイプ：聖隷術士 / 種族：聖隷
生まれて以来、術を扱う道具として扱われてきた少年。左利き。対魔士テレサの使役聖隷だったが、あるタイミングからベルベット達と行動を共にすることになった。
当初は意思を封じられていたために、命令された以外の行動は取らず常に無表情であったが、少しずつ意思を取り戻して子供らしい表情を見せるようになる。意思を封じられていても、書庫の本を読んだり、こっそり出歩いたりするほど好奇心旺盛。虫や歴史、文化、冒険、羅針盤など様々なものに強い興味を示している。好きな食べ物はタバサの作るマーボーカレー。
名前を持っていなかったため、当初は「聖隷二号」を自称していたが、後にベルベットから「ライフィセット」と名付けられた。名前をくれたこと、「生きてる」ことを教えてくれたベルベットを非常に慕っている。故にベルベットの弟と自分が同一視されていることに不満を感じ、それを彼女にぶつけてしまうが、反省したベルベットから「あんたはあんた」と言われ、弟との区別のために「フィー」という愛称をもらった。
その正体は、アルトリウスとセリカの間に生まれるはずだった子供の転生体で、ベルベットから見れば甥にあたる。「開門の日」に母セリカと共に偶発的にカノヌシの生贄になってしまい、カノヌシの心として甦ったもう一人のカノヌシ。カノヌシ本体として復活したライフィセットの力の一部を持ち、カノヌシの気配を感知することができる。そのためアルトリウスと対峙した際に、ライフィセットにも力の一部が宿っていることに気づいたアルトリウスが特命と称してエレノアに回収を命じていた。
後にこれらの事実や、ベルベットの弟ライフィセットと自分の関係を知るが、ベルベットの想いを踏みにじったラフィことカノヌシに怒りを露にし、その想いはベルベットの心の絶望を打ち砕いた。ベルベットを喰らっても完全復活できなくなったカノヌシは、姉の心を支えているライフィセットに対して嫉妬にも似た憎悪を抱き、互いに似た関係でありながら宿敵として対峙する。
最終決戦後、自分の意思でカノヌシのいない世界を浄化するため、自らの姿をドラゴンに変えるという誓約を用いて自身の能力を強化し、新たな無の聖主マオテラスとなった。これにより、穢れを祓う白銀の炎を自在に操れるようになる。
真名はライフィセット（生きる者）を古代語にした「マオテラス」。テレサの使役聖隷であった頃の真名は「ヴォルデュ＝スニー」。意味は「聖隷二号」。
着ている服は使役聖隷としての制服で、スカートではなく少年用のローブ。ネクタイの「II」の文字は聖隷二号であることを示す。首の封環は使役聖隷である証で、自在に取り外し可能。背負っているマウリッツ織のバッグは、使役聖隷だった頃にオモチャを散らかしていたところを見たテレサから片付けるようにと与えられたもの。てっぺんのピヨンとなった一房はなにをやっても丸まってしまうらしく、ベルベットからも疑問に思われている。
戦闘では回復と攻撃の聖隷術を使いこなす。近接では霊力を通した紙葉を用いる。主に無属性とスタンが備わる術技が多い。移動速度はマギルゥと並んでもっとも遅い。攻撃力や防御力といった物理には弱いが、術攻撃や術防御に優れた術師タイプ。奥義が術攻撃依存であることから近接でもある程度戦える。
ブレイクソウルではすべての味方と敵に特殊効果を発生させ、効果や時間は発動させる事に上書きされる。味方が無敵になるものや、敵ののけぞりが解除されないものなど強力なものが揃っているが、味方のブレイクソウルが発動しなくなるなど少々デメリットがあるものも。
ロクロウ・ランゲツ (Rokurou Rangetsu)
声 - 岸尾だいすけ
男性 / 22歳 / 身長180cm / 武器：双剣 / 固有：お守り / 戦闘タイプ：二刀剣士 / 種族：業魔
名門キャスパリーグ家に懐刀として仕えてきたランゲツ家の六男で、明朗快活で自由奔放な業魔の青年。数年前に業魔になってしまうが、それを悲観せず、むしろその力を利用して家伝の剣術を極めようとしている。背負っている太刀を『命の太刀』と呼ぶほど大切にしているが、頑なに抜こうとせず、2本の短剣で戦う。
ベルベットとマギルゥと同じ監獄島タイタニアに収監されていたが、ベルベットが脱獄する際に知り合い、愛刀號嵐（ごうらん）を見つけてくれた借りを返すためにベルベットについて行くことに。味覚は残っており、心水（しんすい。ウェイストランドでの酒の名称）とイモケンピが好物。
復讐一辺倒なベルベットのフォローをしたり、意思を持たないライフィセットの世話を焼いたりと、面倒見が良い面を見せる。ベルベットの復讐の理由を聞いても深く詮索しようとしないなど、何かと一行を気遣う一面もあるが、好戦的で強敵を目の前にしても臆することがない。「借りたものは必ず返す」という家訓を重んじる義理堅い性格。一人で世界に牙をむいたベルベットの強さに密かに興味を抱いており、その理由を確かめたいとも思っている。
戦闘を好む「夜叉」の業魔であり、戦いの邪魔をされると味方でも殺そうとし、本人も「人間らしい心はない」と自覚している。ベルベットが味覚を失っているのと同じように、感情の一部を失っている。
所持している號嵐は影打ちと呼ばれる真打ちを打つ際に作られた数本のうちの一本。3年前に当主の座や真打ちの號嵐を手にするため、シグレが謀反を企てているという噂を流して、万全を期してシグレに襲いかかる。しかしロクロウの影打ちはシグレの小太刀に真っ二つに折られ、悔しさが穢れとなり業魔と化す。監獄島には主命を果たせなかった罰で勾留されていた。影打ちはシグレに折られたことで自らの戒めとして所持しているだけで、戦闘に使用することはない。
シグレが会得している「表・ランゲツ流」に対抗すべく、「裏・ランゲツ流」を会得している。表は一刀の大太刀を使用するのに対して、裏は二刀小太刀を使用するものである。
異国風の代々実家に伝わる伝統の装束をまとい、顔の右側を隠した髪型をしている。これは業魔であることを隠すためではなく、単に気に入っているかららしい。
戦闘では双剣を使って戦い、印術による様々な属性攻撃を繰り出す前衛タイプ。術技は種族特性や確率効果、状態異常が備わるものが充実している。移動速度はアイゼンと並んでもっとも速い。
マギルゥ (Magilou)
声 - 佐藤聡美
女性 / 年齢不詳 / 身長160cm / 武器：式神 / 固有：ピアス / 戦闘タイプ：魔女 / 種族：人間
自らを「大魔法使い」「奇術団団長」と名乗るが、他人からは「インチキ魔女」と呼ばれている正体不明の女性。「どーでもいい」が口癖で、人を食ったような適当な言動が目立つ。フルネームは「マジギギカ・ミルディン・ド・ディン・ノルルン・ドゥ」。ベルベットやロクロウと同じ監獄島タイタニアに収監されていたが、騒動に紛れて脱獄し、そのままベルベットの仲間になった。
元はビエンフーを使役する聖隷術の使い手だったが、ビエンフーに逃げられたために本来の力を発揮出来ず、当初は戦闘には参加せずにビエンフーを密かに探し続けていた。ビエンフーと再度契約を果たした後に正式に戦闘メンバーとして参加するようになる。聖隷と契約出来るのは対魔士のみであるはずと仲間に指摘されても、あくまで自分は魔法使いだと言い張っている。
本名は「マギラニカ・ルゥ・メーヴィン」。幼い頃から霊応力が強く、聖隷が見えていたため家族から疎まれ、旅芸人の見世物として売り飛ばされた過去を持つ。その一座が異端審問に引っかかり、護送中に事故に遭い、メルキオルの養女兼弟子として引き取られ、聖寮の一員となる。「対魔士の影」の役目を担ってきたメーヴィンの後継者になるべく修業を積むが、最後の試練に失敗したためメルキオルに破門され、幻術の中に閉じ込められるが、その際に自ら心を壊すという力技で幻術から脱出した。その結果、精神に異常をきたしてしまい、以降ビエンフーに連れられてグリモワールの元に身を寄せるが、上記のような性格へと変貌してしまった（グリモワールは、マギルゥの心が壊れたのは「幻術から脱した時」ではなく「メルキオルに捨てられたとわかった時」だと見ている）。今でもメルキオルを「お師さん」と呼んでいるものの、「恩と怨がある」と語っている。まじない稼業を"インチキ魔女"呼ばわりされて監獄島に収監されていたのも、ベルベットと出会わせようとするメルキオルの計算だったと見ている。メーヴィンとして育てられていたため、聖隷については聖隷のアイゼン並に詳しく、他にも各地の伝承や疫病など、幅広い知識を持っている。
破門されて10年近く経った今でも「欠番の特等対魔士マギラニカ」の名は残っており、エレノアもその名を知っていた。一等対魔士より霊応力は劣ると言っているが、実際の霊応力は一等対魔士のエレノアのそれを上回る。ビエンフーもマギルゥの力を多少強化しているだけで、ほとんど本人の才覚によるものと語っている。等級は「S-4」（欠番）。
かつて心を壊されたため、内心では心のままに生きるベルベットたちに嫌悪感を抱いており、挫折を見届けるために「暇つぶし」として同行するようになる。しかし、挫折を乗り越えて前に進む彼女たちを最終的に認め、「悪の大魔法使いマギルゥ・メーヴィン」を名乗るようになった。以降は怒りなどの感情を露にするようになり、メルキオルの目指す感情のない世界を真っ向から否定している。最終決戦後は、ビエンフーと共に語り部として各地を彷徨している。
メルキオルに師事していた時に、「身体的成長を止める代わりに霊応力を高める」という誓約を行っているため、年齢は見た目通りではなく、少なくともベルベットやエレノアと同年代ではない。各地のマギラニカの噂話や、三十路と言われて動揺していたことからそれくらいの年齢であることが推測されるが実年齢は不明。
桃色と黒と紫の派手で魔女のような服で腰には5冊の鍵付き魔道書をスカートのように付けている。ライフィセットに腰の本を見せる姿がスカートを捲るような格好になっていたため、エレノアに「公序良俗に反している」と注意されていた。特徴的な前髪は本人も邪魔に思っている。
戦闘では火と水の聖隷術を得意とする後衛タイプ。近接では式神による攻撃を行い、火と水属性、火傷を備わる術技が多い。術師タイプであるため物理攻撃には弱いが、式神による多彩な攻撃は遠距離からも攻撃可能。移動速度はライフィセットと並んでもっとも遅い。
アイゼン (Eizen)
声 - 森川智之
男性 / 1000歳（外見は30歳） / 身長187cm / 武器：ブレスレット / 固有：ペンダント / 戦闘タイプ：拳闘士 / 種族：聖隷
アイフリード海賊団副長で、"死神"と呼ばれる男性の聖隷。左利き。建前や理屈ではなく、己の意思で行動を決する生き様は、海賊たちからの信頼も厚い。行方不明となった船長アイフリードを探している途中でベルベット一行と出会い、利害の一致から協力関係となる。
生来周囲の者に不幸をもたらす「死神の呪い」にかかっており、行く先々で様々な災いが降りかかる。アイゼン自身には長い間自由に生きることが出来ずに「呪い」になっていたが、実は『適切な試練を与え続ける』という加護で、アイフリード海賊団が現れたことで、正しく人間を加護することが出来ていた。剣の心得もあるが、死神の呪いの影響で身一つで戦うのが一番として使用しない。
表に女神（女神マーテル）、裏に死神（魔王ダオス）が描かれたカーラーン金貨を器としている（以前はバンエルティア号を器にしていた）。これを使ったコイン占いが癖だが、死神の呪いのせいで千回以上やっても裏しか出ず、サブイベントでクロガネに両面表のコインを作ってもらったときにはカラスに持って行かれたり、ホグホグに持っていかれたり、爆発したりと、死神の呪いは徹底している。
普段はクール・ぶっきらぼうに振る舞うが熱くなりやすく一人で突っ走る面がある。字は達筆で手紙は行儀が良く、かなり几帳面。ライフィセットを手助けしたり、様々な知識を伝授するなど面倒見も良い。ロクロウとは虫論争などで勝負することも多いが、心水を一緒に飲むなど基本的に仲は良く、喧嘩友達のような関係。
奪った宝の選別のためとして豊富な知識を備えている。説明好きな一面もあるため、用語解説の役割を担うことが多い。しかし長寿であるが故に知識が古いまま更新されておらず、聖寮で最新の勉強をしてきたエレノアに訂正されて落ち込むこともある。収集癖もあり、異海探索で得た骨董品や美術品はきちんと保存している。それらへの情熱と先述の説明好きが高じてロクロウなどに「ついていけない」と言われることもある。ニセモノを買ってしまうこともあるなど、自らの目利きはあまり良くないらしく、古物商のドネラの目利きを信頼している。喰魔釣りで使用していた「フジバヤシの船竿」も彼から購入した物。
得意料理はハンバーグやステーキなどの肉料理とスイーツ全般。ひっくり返すタイプの料理は死神の呪いのせいで苦手。ピザパンはうっかり手を滑らせると必ずケチャップの面が床に落ちる。ベルベットにフライ返しを提案されるも断固として拒否していたが、最終的にクロガネに特注することで克服した。海賊なのに海鮮丼や海鮮盛りなどが苦手。
仕立て屋にミリ単位で注文を付ける黒いスーツに身を包んでいる。ブレイクソウルなどで半分ドラゴン化している影響で、背中の羽が生える部分は破れている。目付きが悪いのは近眼のせいらしく、手紙を読む時は眼鏡をかけている。またアウトローなのに色白なのを少し気にしている。
前作『ゼスティリア』に登場したエドナの兄。聖隷には人のような血の繋がりはないが、同じ地脈点から生まれたエドナと互いに家族としての繋がりを感じ、兄妹として暮らすようになった。しかしエドナが成長した頃に自分の「死神の呪い」に気づき、エドナに不幸が降りかからないように彼女の元を離れ、呪いを解く旅に出る。ペンダントは旅に出る日に妹から贈られた物。中のイラストはエドナが描いた自画像。
旅の途中でミッドガンド王国が異大陸へ渡れる船を作ったと聞き、異大陸に呪いを解く手ががりを得られればと思って船に乗り込み器とするが、自身の呪いによって船長・副船長・船長代理が次々と死んでしまう。呪われた船として廃棄されかかっていた船を奪ったのが「異大陸へ行ける呪われた船」に興味を持ったバン・アイフリードで、高い霊応力を持っていた彼に姿を認識され、呪いを含めてアイゼンだと諭された上で、仲間に迎えられた。以降は自らも呪いを受け入れ、アイフリードと行動を共にするようになり、姿が見えない船員たちからは「死神」として受け入れられた。「降臨の日」に人間全体の霊応力が増幅されたことで姿を認識されるようになってからは「副長」と呼ばれるようになる。
長年人間に関わり続けたことと、業魔であるベルベットやロクロウの側にいることから穢れの影響を少しずつ受けており、いずれ自分がドラゴン化することも承知の上だが、「自分がドラゴン化したことで大切な人がそれに囚われ続けるのが怖い」と胸中を明かしている。サブイベントではフェニックスがエドナに送られた経緯や、ザビーダと親友になって約束を交わす経緯が語られている。最終決戦後はアイフリード海賊団からもその姿を認識される事は無くなったが、変わらずに人知れず彼らの旅に同行している。
真名は『ウフェミュー＝ウエクスブ』。意味は「探索者アイゼン」。
戦闘では前衛も後衛もこなせる万能タイプ。霊力を込めた拳と、聖隷術による攻撃を行い、地と風属性、疲労が備わる術技が多い。移動速度はロクロウと並んでもっとも速い。能力は平均的だが、防御力が低め。
『テイルズ人気投票2017』では5位にランクイン。
エレノア・ヒューム (Eleanor Hume)
声 - 小清水亜美
女性 / 18歳 / 身長165cm / 武器：槍 / 固有：リボン / 戦闘タイプ：一等対魔士 / 種族：人間
対魔士の組織「聖寮」に所属する女性。等級は「A-18」。素直で真面目で思いやりがある性格。100人いる一等対魔士の中でゼロナンバーに次ぐ能力を持つ、テンナンバーの一員。世界各地を回って対魔士たちの行動を検める憲兵のような役目を持つ巡察官で、アルトリウス直属の精鋭。
幼い頃、故郷を業魔に滅ぼされた過去を持ち、業魔と戦う力を求め聖寮に入った。亡くなった母の形見のコンパクトを持っており、時折眺めている。体には故郷を滅ぼされた時に出来た古傷が残っており、保護したばかりのモアナに自分の過去を話すために上半身を脱いで傷を見せるという大胆な行動に出た。
苦手な食べ物はホウレン草で、以前は好きだったらしいが、薬草サレトーマの苦みや青臭さを幼い頃に飲まされ、ホウレン草にもそれを感じるようになったため苦手になった。手先は器用で、裁縫が得意。
聖寮の規律を重んじてはいるものの、辺境に住む者や規律に従わない者は助けられないという現実には複雑な思いを抱いており、ベルベットとの初対面の際に、その現実の歯がゆさに涙していたことで、彼女から「涙目対魔士」と揶揄された。
当初は対魔士としてベルベット達を打倒するために追っていたが、地脈を開くほどの力を使い業魔化しかけていたライフィセットを救うため、その場で唯一適正があったためにライフィセットの器となり、不本意ながらも一行に同行することとなった。しかしライフィセットの力が巨大なあまり、ライフィセットがエレノアを操れてしまうこともあった。またライフィセットを回収するというアルトリウスからの特命を受けるが、スパイの事情を知らない聖寮からは裏切り者として扱われ、苦悩するようになる。またベルベットとアイゼンには特命を受ける瞬間を見られていたことで最初からスパイであることはバレていた。
当初は前述の通りスパイとして仲間に加わっていたが、ベルベット達がそれぞれ抱える事情や聖寮の闇の部分を知るにつれ、聖寮のやり方や教えに少しずつ疑問を感じるようになる。さらにアイゼンとグリモワールから「全ての人間が業魔になりえる可能性を秘めている」事実を聞かされ、自分が憎んでいた業魔は人間そのものであったことを知り、今までの価値観が崩れて思い悩むようになった。後に自分がアルトリウスから特命を受けていた事をベルベット達に告白し、アルトリウスの世界への思いは信じるが、やり方については信じられないとして、真実を確かめた上で自分の答えを見つけるために一行への協力を決意した。
一人っ子ではあるがライフィセットを弟のように思っており、同じくライフィセットを自分の弟のように感じているベルベットとは何かと火花を散らすことも。また同年代であることから意気投合している場面もある。
サブイベントでモアナが母親と死別する要因を作ってしまったことに負い目を感じており、かつて自身の母親を殺した業魔を自分が憎んでいたようにモアナも真実を知れば自分を憎むのではないかと恐れていたことに気づく。そのせいで穢れを発して器でいられなくなる寸前までいったものの、モアナの母親のメモに書かれていた願いや、メディサの母親としての立場からの言葉を聞いて改めてモアナと向かい合う決意を固めて事なきを得た。
誠実で生真面目な態度から旅先でたびたび求婚されることがあるが、本人は「仕事が恋人」とすべてスルーしている。対魔士になる前は修道女を志望していたり、本当にその気は無い様子。
対魔士としての制服は、巡察官としての許可を得て、アレンジを加えている。幼い頃からツインテールの髪型は変わっておらず、母親に結ってもらった思い出の髪型。
戦闘ではリーチの長い槍を操る前衛タイプ。聖隷術による中距離の攻撃も可能。また珍しく術は全て漢字表記。霊応力に優れているが、聖隷の使役は苦手らしく、槍と体術を中心に戦う。槍での攻撃は範囲を攻撃するものが多く、術技にはHP吸収が備わる術技が多い。移動速度は4番目の速さ。
ビエンフー (Bienfu)
声 - 永澤菜教
男性？ / 150歳 / 種族：聖隷
主要マスコット。シルクハットを被った聖隷。語尾に「でフー」とつけて喋る。一人称は「ボク」で、口癖は「ビエーン」「バッド！」。個性的で図太い性格。空気を読めず安直に秘密をばらすなど悪意はないが口が軽い。戦闘には参加しない。フェニックスほどではないもののノルミン族の中では高い能力を持つ。聖隷ランクは「A」（ライフィセットはSランク、アイゼンやザビーダはAランク、SSランクはカノヌシなどの聖主）。
元はマギルゥに使役されていた聖隷だったが、彼女の扱いがあまりにも酷いものであったらしく、逃げ出したところでエレノアと出会い、以後はエレノアの使役聖隷となっていた。エレノアと交戦した際にマギルゥに奪われ再びマギルゥの使役聖隷となる。
マギルゥのことは「マギルゥ姐さん」と呼び、聖寮に所属している人物のことはオスカー以外は「様」付けで、ベルベットたちは呼び捨てる。
ノルミン聖隷の一人で、本名は「ノルミン・ブレイブ」。言動が名前負けしているので、名前が明らかにされた直後はパーティーの格好のネタにされた。本人も臆病な自分に似合わないと思っており本名を明かすのを嫌がっている。素顔は「一族きってのイケメン」らしい。またモノにつくネコ系ノルミンで、その力はマギルゥの式神に作用している。
契約聖隷としての真名は『フューシィ＝カス』。マギルゥは「ブタザル」と言っているが、本来の意味は「可愛い帽子♡」。エレノアが与えた真名は『イジューム＝ハイ＝リィ＝エジャム』。意味は「理想のための試練」。
実は、マギルゥから逃げたのはメルキオルの奸計であり、彼がかけた強制術によって聖寮の密偵として動かされていた。マギルゥとは彼女が幼少時見世物にされていた頃からの付き合いであり、彼女の荒んだ心を幾度となく支えてきた。

### 聖寮
アルトリウス・コールブランド (Artorius Collbrande)
声 - 堀内賢雄
男性 / 32歳 / 身長187cm / 武器：長剣 / 戦闘タイプ：筆頭対魔士 / 種族：人間
聖寮の長である筆頭対魔士の男性。本作の黒幕でラストボスの1人。等級は「S-3」。妻セリカとそのお腹にいた子供を「開門の日」に亡くしており、以来セリカの妹であるベルベットと弟ライフィセットと3人で実の家族同然に暮らしていたが、3年前の「緋の夜」にライフィセットを殺し、「神に捧げる贄」と称して村の岬にある祠へ落とした。10年前の「開門の日」に負った怪我が原因で右腕が動かずマントで隠しているが、利き腕でなくとも剣の腕前は相当なもの。
「降臨の日」以降に腐りきっていた国の政治を立て直し、対魔士の才能を持った者を数多く引き連れ、聖隷術が業魔退治に有効であることを示して失っていた聖寮の信頼を回復させた。それ以来世間では「救世主アルトリウス・コールブランド」として人々から絶大な信頼を得ており、実質的に王以上の権力を握っている。後に功績を称えられ、世界を救う者として「導師」の称号をミッドガンド王家から与えられる。
かつてはベルベットに剣の手ほどきや手入れの仕方も教えており、アーサーの教訓として様々な教えも叩き込んでいた。またエレノアも彼に師事している。
先代筆頭対魔士であるクローディン・アスガードに師事していたが、アルトリウスを守るため「人を殺めない」という誓約を破り、クローディンが命を落とした過去を持つ。そのため師匠を殺めてしまったという絶望を抱えながらもクローディンの理想を成就させようと躍起になったが成果が実らず、結果己の使命も諦めてアバル村方面へと放浪した。これがセリカとの出会いであり、その後彼女と結ばれた。
アバル村で暮らしていた際には本名ではなく「アーサー」と名乗っていたが、当時から対魔士であったことが原因で村人からはペテン師扱いされていた。結果「開門の日」に村人たちに売り渡される形で業魔化した野盗に襲われ（クラウ家がアバル村の中で新参だったこともある）、上記の通り愛する妻とまだ生まれてもいない子供を失い、二度目となる絶望を抱える。
自身が襲われた経緯をメルキオルに知らされると同時にセリカが転落した祠がカノヌシが封じられていた場所であることを知る。結果、業魔を生み出す世界を変えるため「アーサー」ではなく「アルトリウス・コールブランド」としてカノヌシを復活させ、業魔化の原因である人間の意思を奪うべく行動する。
彼の望む穢れのない世界とは「穢れの元となる人の感情を消した世界」で、真相を知ったベルベットたちは、「人が人らしく生きられない歪んだ世界」と否定している。
ベルベットが絶望を克服したことで、ベルベットから絶望を得ることは不可能と悟り、抑え込んでいた絶望を解放してカノヌシに喰らわせ、完全覚醒させてカノヌシの神依でベルベットらと対峙し、敗れる。死の間際に「死んだのがセリカたちではなく、お前たち（ベルベットとライフィセット）だったら良かったのに」という感情を露わにしながら息を引き取った。
また愛する義姉弟を犠牲にすることを代償に絶望を封じるという誓約で力を得ていたという可能性があるが、正式な誓約かどうかは定かではない。
『テイルズ オブ ザ レイズ』では、プレイアブルキャラクターに昇格。
オスカー・ドラゴニア (Oscar Dragonia)
声 - 前野智昭
男性 / 18歳 / 身長175cm / 武器：剣 / 戦闘タイプ：一等対魔士 / 種族：人間
聖寮に所属する一等対魔士の男性。等級は「A-2」。身分や年齢関係なく誰にでも対等に接する好青年で、当初ベルベットにも「業魔とはいえ女性」という理由で礼を尽くそうとした。「善なる対魔士として悪の業魔を打倒する」という正義感に溢れた一面もあり、業魔に対しては強い敵意を持っている。
テンナンバーであるエレノアよりも一つ上のランクであるゼロナンバーの実力を持つ。当初は巡察官に任命される予定だったが、エレノアが強く要望したために、彼女に譲ったらしい。
ミッドガンド王国の名門貴族ドラゴニア家の出身で、テレサの異母弟。姉にイヤリングをプレゼントするなど、非常に大切に思っている。ベルベットと交戦した影響で片目を失い、以降は包帯をつけて登場する。
両親は長男である兄しか見ておらず、次男である自分には構って貰えなかった。挙句、悪影響を及ぼさない為にもその兄との接触も禁じられていたが、異母姉であるテレサは弟として自分を可愛がってくれた為、彼女を慕っている。
監獄島と聖殿でベルベットたちと対峙するが、いずれも敗北を喫し、自身の名誉挽回とテレサの対魔士復帰のために、神依の被験者に志願。それを用いてベルベットたちに挑むが、術者の命にかかわる欠陥を残した未完成の術であったことで制御しきれず暴走し、ライフィセットをかばったベルベットに殺害された。その魂は死後もベルベットの中に残り、テレサ、シグレ、メルキオルと同じく聖主覚醒の礎となった。
『ザ レイズ』では、プレイアブルキャラクターに昇格。
『人気投票2017』では、部門別ランキングの『敵キャラクター部門』において8位にランクイン。
テレサ・リナレス (Teresa Linares)
声 - 堀江由衣
女性 / 24歳 / 身長168cm / 武器：錫杖 / 戦闘タイプ：一等対魔士 / 種族：人間
聖寮に所属する一等対魔士の女性で、オスカーの異母姉。彼と同じくゼロナンバーの実力を持つ。等級は「A-7」→「A-30」（シルバを取り上げられた後、事実上の解任）。
淡々と過酷な任務を遂行する姿から「氷の聖女」の異名を持ち、何よりも規則を重んじて判断し行動する冷徹な性格。
ドラゴニア伯が召使いに産ませた婚外子で、母の過労死と同時にドラゴニア家で召使いとして扱われていたが、オスカーだけは自身を姉と呼び慕ってくれていた。そのためオスカーを溺愛しており、2人きりの時は優しい表情を見せ、弟を負傷させたベルベットには怒りを露わにしていた。付けているイヤリングは本来は婚約者に渡すドラゴニアの家宝だが、一族から疎まれていた自分へ家族の証にとオスカーから贈られたもの。
弟以外の異性に興味がなく、むしろ汚物を見るような視線を向ける（一方でその視線に充てられ変な性癖に目覚める者もいる）。ただし目上の者には礼儀正しい一面を見せる。
ライフィセットとシルバを与えられた当初は、幼少期のオスカーを思い出させて愛着を感じていた。髪色に合わせてシルバに「銀の騎士（ジランド）」、ライフィセットに「金の一角獣（ユニコーン）」という真名を付けようとしたり、マウリッツ織のバッグをあげたものの、彼らに「情」を抱き始めている自分にはっとして「理」のために道具扱いに変える。
神依が術者であるオスカーの命にまで危険が及ぶことを知り、オスカーの命を救いたい一心で、聖寮を裏切り、「自身を人質としてオスカーを抑えつつ、喰魔を奪って逃げる」という策戦を提案し、ベルベットたちに助けを求めた。しかしそのままではオスカーの失点になってしまうため、自ら「愛欲」の喰魔となり、ベルベットたちに挑むが敗れる。目覚めたオスカーが神依を発動させて代わりに挑むが、図らずもベルベットに殺害されてしまう。「姉の目の前で弟を殺す」というアルトリウスと同じ場面を再現してしまい、狼狽するベルベットに狂乱しながらも襲いかかり自らも殺害される。その魂は死後もベルベットの中に残り、オスカー、シグレ、メルキオルと同じく聖主覚醒の礎となった。
『ザ レイズ』では、プレイアブルキャラクターに昇格。
シルバ (Silva)
声 - 鈴木真仁
「聖隷一号」と呼ばれていたテレサの使役聖隷。銀髪に、銀のプレートを付けていることから、アイゼンによってシルバと名付けられた。
テレサから取り上げられた後は、メルキオルに使役されるが、メルキオルが地脈の裂け目に押し込まれた際にその場に取り残され、ベルベット達に同行することになる。しかしその後カノヌシに穢れを打ち込まれ、ドラゴン「ヘルカイト」と化す。後にベルベット達に倒され、死んだ際に残された死骸が『ゼスティリア』にてドラゴンゾンビとして復活する。
テレサに付けられた真名は『ヴォルデュー＝イヴ』。意味は「聖隷一号」。
シグレ・ランゲツ (Shigure Rangetsu)
声 - 中井和哉
男性 / 31歳 / 身長185cm / 武器：大太刀 / 戦闘タイプ：特等対魔士 / 種族：人間
聖寮に所属する特等対魔士の男性で、ロクロウの実兄。等級は「S-5」。ランゲツ家の長男で当主であり、號嵐（ごうらん）・真打ちを受け継ぐ。
非常に自由かつ豪快な性格で、アルトリウスの護衛でありながら各地を自由気ままに放浪しており、重要な式典などにもほとんど参加していない。
「表・ランゲツ流」を会得している流派最強の剣客であり、聖隷術を一切使用せず、本気を出さずともロクロウ達を苦しめるほどの腕前である。ロクロウによると裏芸の二刀小太刀の腕前も相当な強さを持っている。その自由な気質故に対魔士達から反感を買っているものの、戦いにおいては絶大な信頼を寄せられている。ロクロウによると夜桜あんみつという甘味が好物。
敵に罠をしかけて出し抜いたり、他者の力を借りるといったような卑怯な手口を嫌い、自分の命を狙っているロクロウ達にさえ真正面から立ち向かう。
アルトリウスをいつか斬ることを望んでおり、そのための修行としてムルジムに自身の霊応力を抑えさせていた。
「シグレ」は襲名した名であり、幼名は「イチロウ」。当主継承は先代シグレを斬って初めて行われるもので、彼も先代シグレであった母親を斬ってシグレを襲名している。しかし、聖隷に転生して半ばドラゴン化したリュウマジンの母を斬ることは出来なかった。
ロクロウが「謀反を企てている」という噂を流したことを知っており、主家を離れるいい口実として離反。その後アルトリウスと戦うために聖寮の門を叩く。
キララウス火山にて霊力を解放して全力で挑むが、二刀の小太刀で太刀を弾かれ、三刀目の太刀に斬られ絶命する。その勝負はロクロウとの1013回目の勝負となり、死後その魂はオスカー、テレサ、メルキオルと同じく聖主覚醒の礎となった。
『ザ レイズ』では、プレイアブルキャラクターに昇格。
『人気投票2017』では、部門別ランキングの『敵キャラクター部門』において7位にランクイン。
ムルジム (Murzim)
声 - 浜崎奈々
シグレの聖隷のぽっちゃりした猫。名前以外の情報がないらしく、聖寮七不思議のひとつともされている。
他の聖隷と違ってシグレに使役されているわけではなく、自らの意思でシグレの側に居続けている。
真名は『リューディン＝メキュア＝セブ』。意味は「トラマユゲ」で、ムルジム曰く「コンプレックスになる名前」だったが、シグレに「いい（おかしな）名前」と言ってもらえたことで現在は気に入っているらしい。
前作『ゼスティリア』では、ペンドラゴの守護天族として登場している。
メルキオル・メーヴィン (Melchior Mayvin)
声 - 飛田展男
男性 / 130歳（外見は70歳） / 身長165cm / 武器：宝珠 / 戦闘タイプ：特等対魔士 / 種族：人間
聖寮に所属する特等対魔士の男性で、聖寮の長老格。等級は「S-2」。強力な術者であると同時に幻術使いでもあり、質量すら感じる幻覚を見せたり他人の夢を具現化させるなど他人の心を利用する戦略を取る。そのためか自身は不動の精神を説いている。
「理」を最も重視しており、理想のためならば残酷な幻術を見せることも厭わず、聖隷をも躊躇いもなくドラゴン化させるなど理性的かつ冷酷な性格を有している。
かつてはマギルゥを「対魔士の影」の後継者として育てていたが、彼女が最後の試練に失敗したために見捨てた。そのため彼女の精神崩壊を引き起こす原因を作り、以降マギルゥとは因縁を持っている。
自身に誓約をかけることで寿命を引き延ばしており、百数十年にも渡って生き抜いている。友人である先代筆頭クローディンの理想を実現するべく暗躍する。
理想の実現のため、半神依を用いてベルベットらと対峙し、追い込まれる。相打ち覚悟で火山を爆発させようとしたが、マギルゥの機転により隙を作られ、ベルベットに喰われる。その魂はオスカー、テレサ、シグレと同じく聖主覚醒の礎とされた。
シアリーズ (Seres)
声 - 新井里美
女性 / 10歳（外見は20歳） / 身長170cm / 武器：呪符 / 戦闘タイプ：聖隷術士 / 種族：聖隷
アルトリウスのパートナーだった炎の聖隷。3年前の「降臨の日」の事件をきっかけに意思を取り戻し、アルトリウスと決別している。
監獄に捕らわれていたベルベットを救い出し、アルトリウス打倒の手引きをしたが、道中で出現したドラゴンからベルベットを庇って致命傷を負ってしまい、ベルベットに全てを託して自ら望んで捕食された。彼女の死後にシリーズお馴染みのアイテムである『ソーサラーリング・ブリュンヒルト』が出現する。彼女の仮面は使役聖隷の証だが、アルトリウスと決別した後も、素顔を隠すためにつけ続けている。操作は出来ないが、監獄にいる一定期間、戦闘メンバーに加わる。
その正体は「開門の日」に亡くなったベルベットの姉、セリカ・クラウの転生体であり、聖隷ライフィセットの母親とも言える。当初は命じられるままにアルトリウスに従っていたが、「降臨の日」にセリカの記憶が蘇り、理想の世界を作るために家族を切り捨てたアルトリウスを許すことができず、彼を裏切る。ベルベットを脱獄させ、最初からベルベットに自分を喰らわせるつもりでいた。ベルベットも喰らう直前に、仮面が割れて素顔が見えたことでシアリーズがセリカであることに気付いている。
アルトリウスは目の前で聖隷に転生した場面を見ているため、最初からシアリーズがセリカだと知っていたが、セリカを死なせた業魔のいる世界を憎み、「アーサー」としての自分と決別すべく、シアリーズのことをあくまで聖隷として扱っていた。
死後に出現するソーサラーリングは彼女に施された聖主カノヌシとの神依を完成させるための術式であり、命をかけた誓約によって徐々に組み上がっていきシアリーズの命が尽きた時に完成する術式だった。
実はベルベットを脱獄させる前に生前の息子である聖隷ライフィセットに会っており、意思が目覚めないことを祈りつつ「あなたを守れなかったお母さんを許してね」と息子に対し謝罪の言葉を述べていた。聖隷ライフィセット本人は覚えていなかったが、のちにサブイベントで大地の記憶によってそのときの光景を目にすることになる。
真名は『ルズローシヴ＝ハイ＝フォウェスィ』。意味は「清浄のための執行者」。

### アイフリード海賊団
バン・アイフリード
声 - 堀之紀
アイフリード海賊団の船長。現在は行方不明で、失踪には聖寮が深く関与しているらしい。ベルベットと同じ監獄にいたとされるが、メルキオルの手引きにより脱出している。
ベンウィック曰く「海のような人」で、非常に豪胆な性格の持ち主で、かつて死神の呪いを解こうと躍起になっていたアイゼンを諭し、自らの船に乗せるなど器も大きく海賊団の乗組員からは非常に慕われている。霊応力も並の人間以上に持っており「開門の日」以前に聖隷であるアイゼンが見えていた。当初はアイゼンを「影の薄い新入り」と思っていたらしい。
現在はメルキオルによって業魔にさせられ操られているが、多少なりとも意識を持っているらしく、メルキオルの命令に簡単には従っていない。しかし僅かに残っていた自我をカノヌシに奪われ、カノヌシに命令されてライフィセットを殺す刺客となる。最期はアイゼンの拳と、ライフィセットの白銀の炎を受けて人間の姿を取り戻し、メルキオルの元で盗み聞いた、「ライフィセットはカノヌシの一部で、地脈を封じ込めれば勝負できる可能性がある」「地脈に眠っている聖主を復活させれば、カノヌシの領域を封じられる」などカノヌシの情報を伝え、息を引き取った。
ベンウィック
声 - 佐藤拓也
アイフリード海賊団の若手海賊。アイゼンを副長と呼び、種族を超えて慕っている。
屈託のない気さくな性格で、ベルベットたちともうまくコミュニケーションを取っている。新人海賊としてはまだまだ修行中の身。頭に伝書鳥シルフモドキのヒナを乗せた見た目がトレードマーク。実は犬が苦手。
最終決戦後、カノヌシ封印により、アイゼンの認識は出来なくなったが、時折気配は感じており、バンエルティア号にてリーダーシップを発揮している。
ダイル
声 - 長嶝高士
トカゲの業魔。かつては密輸を手伝っていた船乗りだったがその責を負わされたために業魔になった。
ある事情でベルベット一行を手助けすることになり、以来パーティーに加入はしないものの彼女たちの旅に同行することになる。
始めは船の航海士として動いていたが、アイフリード海賊団と同行する内に雑用を押し付けられる羽目になった。
海賊団に同行する際に海賊への憧憬を熱く語ったり、クロガネと業魔ジョークを飛ばしあうなど明るくひょうきんな性格。
ロクロウやクロガネとは良い飲み友達らしく、船に積まれた心水をこっそり持ち出そうとしたり、停泊する船の陰で一緒に釣りをしていたりしていた。
また、好かれるのかナメられているのか、よくモアナにからかわれている。子供の扱いが分からず困っているらしい。
最終決戦後、マオテラスの白銀の炎により元の人間の姿に戻る。
クロガネ
声 - 辻親八
鎧の姿をした業魔で、刀鍛冶職人。中身は空洞で入ることができる。
山をも斬るという號嵐に魅せられ、その刀を超える刀を作ろうと、自らが打った刀に「號（さけ）ぶ嵐を征する」という意味を込めて、「征嵐」という刀を打つ。しかしどの征嵐も號嵐に敗れ去り、ついには自らの首を刎ねたとも、號嵐の持ち主に首を刎ねられたとも言われていたが、実は業魔となって生き永らえており、號嵐を持つシグレを狙っていた。
ベルベット一行と出会った後はシグレを超えようとするロクロウに協力する形で自らの頭を素材に征嵐を鍛え直した（業魔なので頭が無くても生きられる）。その後も號嵐を超える刀を打つべく一行に同行することとなる。
ロクロウに刀を打つ傍ら、海賊団の鍛冶仕事も請け負っている。また上記の通り自身の顔が無いことをネタにしたり、自身より若い海賊団やモアナから頼りにされることを嬉しく思うなど割と打ち解けている。
自分の頭を素材にした短刀はシグレに敵わず、最も硬いとされる金鋼鉄（オリハルコン）の刀はカノヌシにあっさりと折られてしまう。それでも信頼を寄せるロクロウを前に奮起し、自らの全身を用いて「クロガネ征嵐」を鍛刀。その想いと業をロクロウに託す。

### 喰魔
ベルベット・クラウ
「憎悪」と「絶望」の喰魔。
詳細は#パーティーキャラクターを参照。
モアナ
声 - 黒沢ともよ
「貪婪（どんらん）」の喰魔。巫女マヒナを母に持ち、聖寮によって喰魔にされていた少女。喰魔となったことで外見が大きく変化しており、自らの外見を怖がっていたが、エレノアに慰められたことから、彼女を慕うようになる。
明るく無邪気、かつ我が儘でよく泣く年相応の少女で、ダイルをはじめとした周囲の大人を困らせつつも懐いている。
喰魔状態の時に業魔となってもなおモアナを守ろうとしていた母親が、空腹状態だったモアナの腹を満たすために自ら捕食されているが、モアナ本人はそのことを知らされていないために、母親を恋しがって度々泣いていた。メディサが母親代わりとなったことで多少落ち着いている。「モアナ」はハリアの言葉で「大きな青い海」を意味する。カノヌシ封印後、マオテラスの白銀の炎で無事に人間に戻る。
メディサ
声 - 本田貴子
「傲慢」の喰魔。娘のディアナが業魔になり聖寮に殺されたことで聖寮に牙を剥いたが、聖寮から真実を知らされたことで世界を憎み、自ら喰魔となる道を選んだ女性。年齢は本人曰く「アラサー」。
夫を亡くしディアナと二人で暮らしていたが、ディアナのためを思い再婚を考えたことが却ってディアナの反発を生み、彼女の業魔化の原因となった。
ベルベット達に捕縛された後も抵抗の意思を見せていたが、無理やり喰魔にされて母親を亡くしたモアナと会ったことで互いの悲しみを埋めるようになり、モアナの母親代わりとなった。それ以降は落ち着きを取り戻したのか、ベルベットともある程度は折り合いが良くなっている。カノヌシ封印後、マオテラスの白銀の炎によって無事に人間に戻る。
オルトロス
「執着」の喰魔。ベルベットの親友・ニコのペット･オル&トロスの2匹の双子の兄弟犬。
業魔化したニコがベルベットに殺されてしまった為、彼女に復讐心を燃やしていた。そこを聖寮に目を付けられ、喰魔にされていた。鎮めの祠の地脈点に辿り着いたベルベット達を襲うも、「自身の目的が果たされたら殺しても良い」と諭された。その後はベルベット達に着いて行くも、主人であるニコを殺害したベルベットに関しては完全には割り切れてはいない様子。
グリフォン
「逃避」の喰魔。パーシバル王子のペットの鷹。「サー・ホーク・グリフォン」を略してホグホグと呼ばれている。
グロッサアギト
「利己」の喰魔。クワガタかカブトムシか不明な虫で、クワブト（仮）と呼ばれていた。後にグロッサアギトという希少なカナブンであることが判明するが、ライフィセットは新種のライフィセットクワブトと主張している。
ディース
「愛欲」の喰魔。女性の業魔で、ベイルド沼野に捕らえられていた。テレサと融合する。
テレサ・リナレス
オスカーを守るために「愛欲」の喰魔ディースと融合した。
詳細は#聖寮を参照。

### 重要キャラクター
ライフィセット・クラウ / カノヌシ (Laphicet Crowe / Kanonushi)
声 - 釘宮理恵
男性 / 11歳 / 身長142cm / 武器：紙葉剣 / 戦闘タイプ：聖隷術士 / 種族：人間→聖主
ベルベットの弟。3年前の「降臨の日」にアルトリウスに殺された。本作の黒幕でラストボスの1人。ベルベットには「ラフィ」と呼ばれていたが、本人は子供っぽいと不服に思っている。
「十二歳病」（世界三大奇病の一つ。その名通り12歳の誕生日を迎える頃に絶命する「呪い」とも称される病気で、治すにはオメガエリクシールが必要）という不治の病を患っており、周期的に熱を出してよく寝込み、薬を飲んで熱を下げながら生活していた。
読書が大好きで、非常に好奇心旺盛。姉の目を盗んでよく読書や散歩に出かけては叱られている。姉の将来の嫁ぎ先を心配していたりと非常に姉思いの少年。
露天で見つけた羅針盤に興味を示していたが、姉の櫛が壊れていたのを知っており、姉へのプレゼントとして自身が作った古文書の写本を売った代金で櫛を購入していたが遂に渡せず、その櫛はシアリーズから後にベルベットへ手渡される。
実は義兄アーサーの本を読んで、カノヌシの事や業魔がいない世界を作ろうとしている義兄の思惑を知り、「ベルベットや全ての人間が幸せになれる礎になれれば」と、自ら生贄になることを申し込み、「降臨の日」の件は本人の合意の上で行われたことが判明する。
無を司る「鎮めの聖主カノヌシ」として復活した事から、人間や聖隷を道具のように扱い、業魔を生み出す人間の感情を「無駄なもの」と語っている。そのため弟の仇を討とうとしているベルベットはカノヌシにとってはもはや身勝手で醜い穢れでしかなく、完全復活するために彼女の穢れの質である憎悪と絶望を喰らおうとする。「仇討ちなんて望んでいない」と、今までの彼女を全否定し、絶望を喰らおうするが、自らの半身（であり、同時に甥）とも呼べる聖隷ライフィセットの決死の説得によって絶望を打ち払い、真相を知ってなお、「自分たち家族を切り捨てた、アルトリウスとカノヌシへの復讐」を決心して乗り越えられてしまう。このためベルベットの心を支える聖隷ライフィセットに強い敵意を抱き、彼を殺そうと企む。
ライフィセットの記憶は持っているが、心が聖隷ライフィセットとして先に復活したことと、ライフィセットの記憶と容姿を利用しているだけであるため、かつての優しさは失われている。
アルトリウスが与えた真名は『ネブ＝ヒイ＝エジャム』。意味は「理想のための翼」。
セリカ・クラウ (Celica Crowe)
声 - 新井里美
ベルベットとライフィセットの姉で、アルトリウスの妻。ベルベットと同じ黒髪の女性。ダジャレ好きで、おやじギャグも含めてよく連発しており、よくベルベットに注意されていた。
「開門の日」にお腹にいた子供（後の聖隷ライフィセット）と一緒に亡くなり、聖隷シアリーズとして転生する。
ザビーダ (Zaveid)
声 - 津田健次郎
男性 / 600歳 / 武器：ペンデュラム / 種族：聖隷
前作『ゼスティリア』にもパーティキャラクターの一人として登場した風の聖隷。ペンデュラムを使用した技を得意としている。本作では過去の経緯で描かれており、服を着ている。
常に飄々とした態度をしており、たびたびベルベット達の前に現れるが、殺気を出していないためライフィセットからも「怖さを感じない」と評されている。
元は聖寮の使役聖隷で意思を無理やり抑えこまれアイフリード捕獲作戦に利用されていたが、アイフリードの銃「ジークフリート」の一発によって意思を取り戻す。その後はアイフリードと激闘を繰り広げるもメルキオルに幻術で割り込まれ、アイフリードが攫われる際にジークフリートを託された。
憎んでいる聖寮やその使役聖隷といえど無闇な殺生はしないという流儀を持つ「ケンカ屋」。アイフリードを救う目的があるアイゼンとの同行をライフィセットから何度か提案されるも、「いざとなったら殺せるお前たちとは流儀が合わない」という理由で断っている（アイゼンは「カタをつけなければ気が済まない」として断っている）。ジークフリートをアイフリードに返却して激闘の決着をつけることを望んでいる。
テオドラという女性の聖隷と共に身寄りのない子供の面倒をみていたが、テオドラがドラゴン化してしまい、以後はドラゴンを元に戻す方法を探しながら彼女を守り続けていた。
自身の呪いを解くためにテオドラを殺そうとしていると思われたアイゼンに抵抗を続けるが、その真の理由を知り、テオドラがアイゼンに殺害されるのを承諾し、アイゼンにテオドラを殺害された後「テオドラの敵討ちだ。あんたがあんたでなくなった時は俺が殺してやるよ」と自身の真名を明かした上で約束を交わし、アイゼンからアイフリードのジークフリートを完全に託され、アイゼンの親友となった。
エドナ (Edna)
前作『ゼスティリア』のパーティキャラクターの一人。アイゼンの妹で地の聖隷。「死神の呪い」が降りかからないよう離れ離れになっており、アイゼンとは手紙でやり取りをしている。パルミエが大好物。
メルキオルの幻術として登場した時はアイゼンが動揺していた事から、女性陣からは幼なじみや恋人、愛人など様々な憶測をされる。本作の彼女は後ろ姿のみ幻術で登場する。
彼女が付けている首飾りはアイゼンが旅に出る日に贈った物であること、エドナの名は同名の赤い花にちなんでアイゼンが名付けたことが判明する。また真名である『ハクディム＝ユーバ』（早咲きのエドナ）も「はやく大人になりたい」という彼女の心の声を聞いたアイゼンが付けたもの。
アイゼンの死神の呪いで幼少期より危険な目に遭い、彼が旅に出た理由も気づいていたが、それでも一緒にいることを望んでいる。旅先から届く手紙の内容から兄がもう帰らないことを察し、寂しさから返事を出せずにいた。だが、アイゼンの本心が書かれた手紙を受け取ると、わだかまりを捨てて多少のトゲが残された自らの本心を書いた手紙を送り、彼から贈られたノル様人形の加護を受けつつ、旅の無事を祈っている。
『ゼスティリア』でエドナが履いている靴はアイゼンのお下がりであるため、幻術として現れる際に違う靴を履いているのが確認できる（それ以外は概ね『ゼスティリア』と同じ衣装を着ている）。

### その他のキャラクター
タバサ・バスカヴィル
声 - 横尾まり
反権力的な存在として聖寮に処刑された夫の跡を継いで、裏社会で名を馳せる闇ギルド「血翅蝶」のボスを務めている老女。一見上品で物腰柔らかだが、一筋縄ではいかない狡猾さと意志の強さを持つ。後にパーシバルと懇意になる。
グリモワール
声 - 平野文
本作のマスコットの1匹。マギルゥの先輩のとんがり帽子を被り、背中に本を背負ったノルミン聖隷の女性。マギルゥやビエンフーからは「グリモ姐さん」、ライフィセットからは「グリモ先生」と呼ばれている。常にアンニュイな雰囲気を醸し出している。マギルゥ曰く「年齢は5017歳」。
古代語の知識が深く、ライフィセットの古文書の解読を行うと同時に、彼に古代語解読の指南も行っている。
本名は「ノルミン・ハッピーアドヴァイス」。
パーシバル・イル・ミッド・アスガード
声 - 岩崎了
ミッドガンド聖導王国第一王子。次期国王で、民衆の評判も良く、ファンクラブもある。
しかし、その裏では王都の闇に感づいており、幼少期は使用人達から拷問に近いスパルタ教育を受け、王子に対する発言とは思えない罵倒や暴力を浴びせられてきた。
飼っている鷹のホグホグが唯一の友であり、彼と過ごしている時間に唯一自由を感じていた。しかしそのホグホグがカノヌシの力に適合して喰魔となってしまい、引き離されてしまう。
ホグホグにすら自由を与えられないことにとうとう耐えかね血翅蝶に自分とホグホグを王都から連れ出すように依頼をし、ベルベット一行と出会う。
以来海賊団の世話になりつつもモアナの面倒を見たり、海賊団の手伝いをしていることに自由を感じている。後に監獄島を襲撃してきたアルトリウスに連れ戻され、再び王子の任に就いていたが、王国が支援していたアルトリウスの計画を拒絶し、ベルベットたちと再会した際にはアルトリウスを止めて欲しいと語っていた。その後王位を継いだ際には、アルトリウスの思想が受け継がれないように導師と聖寮の事を公式の記録から抹消する事を決断した。
出来の悪いと称される二人の弟王子がいて、その二人は犯罪歴がある取り巻きを連れている。
リーブ
声 - 浦和めぐみ
レニードの宿屋の息子。一等対魔士の父を持つ。冒険家になって世界の遺跡を巡る夢を見て、独学で古文書を研究している。同じように歴史に興味を持つライフィセットと意気投合し、古文書に書かれている『オメガエリクシール』の作り方を教える。ベルベットの弟・ライフィセットと同じ十二歳病を患っており、リーブの父の協力も得てライフィセットがオメガエリクシールを完成させたことで完治した。
ルルゥ
声 - 野中藍
マジルゥ一座踊り子。"マジ最高なルルゥちゃん"の略でマジルゥと呼ばれる。露出度が高い衣装を着用している。ファンが多く、エレノアもその1人。
厳しい師匠バルタ（声 - 石住昭彦）には不満を抱いていたが、その厳しさの裏にはルルゥを最高の舞踏家に育てようとする彼の熱意を知り、バルタの目指す理想の踊りにたどり着くことを志す。魔術で張り合うマギルゥの挑発につい乗ってしまうなど、負けず嫌いな性格をのぞかせる。
ランスロット・キャスパリーグ
声 - 今村直樹
ドラゴニア家と並び、代々ミッドガンド王国を支えてきた名門キャスパリーグ家の伯爵。
聖寮に国政の主導権を奪われたこと、用心棒であったランゲツ家のシグレに裏切られた上、特等対魔士という自分よりも上の地位に就いたことをよく思わず、屋敷の者を全員喰らい業魔と化した。
ヴォーティガンを1人で制圧するほどの力を持ち、シグレとの決闘を望んでいた。しかしシグレにはたどり着けず、ロクロウに斬られる。
フェニックス
声 - 堀秀行
前作『ゼスティリア』にも登場する、自称『ノルミン聖隷最強の漢』。本名は「ノルミン・フェニックス」。
人につくイヌ系のノルミンだが、ノル使いの荒さから独立闘争をしかけたこともあったらしい。またネコ系であるビエンフーやグリモワールとは相容れない関係。
今作のサブイベントで、ある日偶然拾った手紙からアイゼンの帰りを待ち続けるエドナの孤独を知り、たびたび差出人不明の手紙を送りつけ、彼に決闘を申し込んでいたことが判明する。拳を交えた末に友情を結び、アイゼンの『死神の呪い』とは正反対の性質である『不死鳥』の加護の力で、エドナを末永く見守ることを誓った。エドナからの手紙で、ノル様人形を装っていることが分かる。
ニコ
声 - 沼倉愛美
ベルベットの親友。3年前に業魔となり、発狂したベルベットに殺害される。少々臆病な双子兄弟犬･オル&トロスを飼っていた。一見真面な性格だがペット･オル&トロスの名前から推測して女にも関わらず意外にも蛸好きな変人だった模様。
好意を抱く獣医見習いの青年へプレゼントする為にベルベットからキッシュの作り方を教わろうとし、そのお返しに編み物を教える約束をしていた。
ホワイトかめにん
声 - 井上麻里奈
ダンジョン内部にいるアイテム補給や回復を行ってくれるかめにん。善良な話口で接してくれるが、ベルベット一行の度重なる値切りやたかり、脅迫によって商売に変調を来してしまう。後に借金を背負ってしまった事により、ねこにんの里にてダークかめにんとして登場し、ベルベット達に対決を挑んでくる。なお、戦闘BGM、イベントシーン、専用技（秘奥義除く）は『テイルズ オブ エクシリア2』におけるヴィクトル戦のパロディ。『デスティニー2』で登場したバルバトスのようにアイテムを使うとカウンターで秘奥義を使用して所持アイテムを全て奪うが、所持アイテムが使ったアイテムで0になる場合は失敗になる。また「殺劇吹こう剣」は『テイルズ オブ ハーツ』にて井上が演じたコハクの秘奥義のパロディ。
実年齢は999歳だが、ねこにんの入れ知恵により、心的には9999歳と主張している。
『ザ レイズ』では、ダークかめにん名義でプレイヤーキャラに昇格。
クローディン・アスガード
「暗黒時代（クローズド・ダーク）」を終わらせた伝説の英雄王。かつてのアルトリウスの師で、以前の筆頭対魔士。対魔士としての等級は「S-1」（欠番）。
「誰も殺さない」という誓約により近年まで生き長らえていたが、アルトリウスを守るために誓約を破り、ロウライネにて命を落とす。
テオドラ
ザビーダの恋人で、彼よりも400歳年上の風の聖隷。孤児を保護し、人間世界で生活していたため穢れに冒され、ドラゴンと化す。白い角のあるドラゴンであったことで、「シロツノ」と呼ばれていた。
ドラゴンとしての名はシェンロンで、『ベルセリア』の時代の八天竜の一匹に数えられている。
真名は『クイヴデュークス＝スイージア』。意味は「春風のテオドラ」。

### ゲストキャラクター
本作では、秘奥義の台詞はいずれもオリジナルとなっている。二人の協力秘奥義「虎牙破斬・咢」も健在で、カットインが攻撃前と最後の二度出る珍しい秘奥義。
ジュード・マティス
声 - 代永翼
『テイルズ オブ エクシリア』の主人公の一人。
異世界リーゼ・マクシアから飛ばされ、気づいたらペンギョンになっていた医学生。仲間のミラを探している。
ミラ＝マクスウェル
声 - 沢城みゆき
『テイルズ オブ エクシリア』の主人公の一人。
ジュードが探している女性。「精霊の主」だが、現在は「ペンギョンの守護者」を名乗る。

## 主題歌
「BURN」
歌 - FLOW
独立UHF系アニメ『テイルズ オブ ゼスティリア ザ クロス』第7話（#06）エンディング主題歌

## 開発と発売
開発は『テイルズ オブ ゼスティリア』の日本語版開発終了直後の2014年秋から行われた。『テイルズ オブ ゼスティリア』と繋がりのある作品だが、ストーリーは独立している。繋がりが持たせられたのは、スタッフが『テイルズ オブ ファンタジア』と『テイルズ オブ シンフォニア』のような繋がりを、新たなテイルズのために再現したかったため。主人公が女性となったのは、前々作『テイルズ オブ エクシリア』でジュードとミラの男女2人が主人公となり、その時の欧州におけるミラへの反響が大きかったことが影響している。
本作品は基本的に、PlayStation 3のために開発されている。本作品の開発開始時、PlayStation 3は世界で最も人気のあるハードだったが、欧米では多くのユーザーがPlayStation 4でゲームをプレイしていた。このため、欧米ではPS3でのリリースはなく、PS4とPCでリリースされることとなった。
2015年6月6日に行われた「テイルズ オブ フェスティバル2015」で発表された。
アニメーション制作は『テイルズ オブ ゼスティリア』に引き続きufotableが担当。主題歌はFLOWの「BURN」。

## 評価
『週刊ファミ通』のクロスレビューでは40点満点中35点 (9,9,8,9) が付けられ、35点以上のソフトが選ばれる「プラチナ殿堂」となった。プレイヤーの票を集計した『週刊ファミ通』の「ユーザーズアイ」では77票を得て、平均点は8.87点となった。
『電撃PlayStation』の電撃レビューでは100点満点中、4人のレビュアーがそれぞれ95,95,85,95点を付けた。『電撃PlayStation』の「電撃PlayStationアワード2016」では「年間タイトル部門」で『テイルズ オブ ベルセリア』が5位、「キャラクター部門」でベルベットが2位となった。
「電撃オンラインアワード2016」のCS部門第7位。
「ファミ通アワード2016」で優秀賞受賞。

## 関連作品

### 漫画
テイルズ オブ ベルセリア
2016年開催のイベント「テイルズ オブ フェスティバル 2016」で、『月刊ComicREX』で蒼和伸による漫画版が掲載されることが発表され、2017年1月号から2018年9月号まで連載された。
1. 2017年4月27日発売、ISBN 978-4-7580-6656-3
2. 2017年11月27日発売、ISBN 978-4-7580-6695-2
3. 2018年8月3日発売、ISBN 978-4-7580-6757-7

この他、一迅社からアンソロジーコミックが2巻と4コマ漫画が1巻刊行されている。

### テレビアニメ
2016年放送のテレビアニメ『テイルズ オブ ゼスティリア ザ クロス』ではオープニングアニメにベルベットが登場しており、第5話・第6話では、『ベルセリア』の序盤が描かれる。

### 小説
テイルズ オブ ベルセリア
著者は山本カズヨシ。電撃ゲーム文庫より発行。本編をライフィセットの視点から描いている。
- 上：2017年3月10日発売、ISBN 978-4-04-892673-7
- 下：2017年4月8日発売、ISBN 978-4-04-892843-4

## 関連書籍
- テイルズ オブ ベルセリア 公式コンプリートガイド
- テイルズ オブ ベルセリア イラストレーションズ いのまたむつみ・藤島康介・バンダイナムコスタジオのキャラクター仕事
- テイルズ オブ ベルセリア パーフェクトガイド
- テイルズ オブ ベルセリア 公式設定資料集

## 外伝作品出演
テイルズ オブ リンク（iOS：2014年3月3日、Android：2014年4月23日配信）
メインシナリオ第2章「碧に沈む星の灯」にベルベットが登場。
テイルズ オブ ザ レイズ（2017年2月28日配信）
ベルベット、ライフィセット、ロクロウ、アイゼン、マギルゥ、エレノア、ビエンフー、アルトリウス、オスカー、テレサ、シグレ、ホワイトかめにん（ダークかめにん）、ムルジム、ニコ、オル、トロスが登場。